# Revista Branca
La Revista Branca és una revista en català de creació de textos narratius heterogenis que va néixer el 2017 i va treure el primer número el 2018. És en format paper i el seu tiratge és d'uns 300-350 exemplars de cada número.
En el seu origen el projecte va néixer apadrinat per l'editorial Males Herbes i dirigit per Júlia Bacardit, Irene Pujadas i Farré i Irene Selvaggi (més endavant es van afegir Ada Bruguera i Roser Bastida). La revista es fa a través de convocatòries i un comitè lector rotatiu selecciona les obres que apareixen a la publicació. Es va crear amb la intenció de ser un espai entre els esborranys casolans i el manuscrit final que es lliura a una editorial.
El 2019 van anunciar que a partir del tercer número la revista passaria a tenir una periodicitat anual.
Cada número té un eix temàtic propi i se n'han publicat els següents:
- L'herència (2018).[6]
- Elàstic (2019).[7]
- Ritu (2020).[8]
- Mala literatura (textos) i Això és art (il·lustracions i còmic) (2021).[9]
- La fe (2022).[10]
- L'aventura (2023).[11]